# 3 Zinnen Ski-Marathon
Der 3 Zinnen Ski-Marathon, bis 2024 Pustertaler Ski-Marathon (in der Langlaufszene auch „Puschtra“ genannt), ist ein Skimarathon im Pustertal in Südtirol (Italien) mit Start in Sexten und Ziel in Niederdorf. Der heutige Name bezieht sich auf den berühmten Gebirgsstock der Drei Zinnen. Der 1976 erstmals ausgetragene Volkslanglauf ist der älteste in Südtirol. Der Hauptlauf ist seit 2022 Teil der Skimarathon-Wettkampfserie Ski Classics. Der Skimarathon wird aktuell über 62 km in klassischer Technik veranstaltet, daneben werden auch ein Lauf über 30 km im klassischen Stil von Toblach nach Niederdorf sowie ein Berglauf über 30 km in freier Technik (aktuelle Bezeichnung: Prato Piazza Mountain Challenge) von Niederdorf auf die Plätzwiese (italienisch Prato Piazza) angeboten.

## Strecken
Der Start des aktuell 62 km langen Hauptlaufes findet im Fischleintal in Sexten statt, die Strecke führt dann über Innichen weiter nach Toblach, durch die dortige Nordic Arena zum Dreizinnenblick und Richtung Val Fonda. Dort wird gewendet und wieder zurück in Richtung Nordic Arena gelaufen und anschließend zum Ziel nach Niederdorf.
Die Strecke des kürzeren und nicht allzu anspruchsvollen 30-km-Laufs führt vom Start in der Nordic Arena in Toblach durch das Höhlensteintal bis zur Wende am Dürrensee, anschließend zurück nach Toblach und weiter zum Ziel in Niederdorf.
Der sehr anspruchsvolle Berglauf Prato Piazza Mountain Challenge über 30 km Freistil startet in Niederdorf. Von dort geht es nach Toblach, durch die Nordic Arena bis zum Drei-Zinnen-Blick und dem Dürrensee. In Schluderbach (italienisch Carbonin) beginnt der schwere, 7 km lange Aufstieg auf die Plätzwiese mit durchschnittlich 10 % Steigung auf der Strecke des im Sommer veranstalteten Mountainbike-Rennens Dolomiti Superbike. Das Ziel befindet sich auf 2031 Meter Meereshöhe.

## Siegertabelle (Hauptlauf)
| Jahr | km                                          | Sieger                                      | Nationalität                                | Zeit (h)                                    | Siegerin                                    | Nationalität                                | Zeit (h)                                    |                                             |
| ---- | ------------------------------------------- | ------------------------------------------- | ------------------------------------------- | ------------------------------------------- | ------------------------------------------- | ------------------------------------------- | ------------------------------------------- | ------------------------------------------- |
| 2025 | 62                                          | Kasper Stadaas                              | Norwegen                                    | 2:15:20                                     | Anikken Gjerde Alnæs                        | Norwegen                                    | 2:34:53                                     |                                             |
| 2024 | 62                                          | Andreas Nygaard                             | Norwegen                                    | 2:24:13                                     | Ida Dahl -2-                                | Schweden                                    | 2:46:48                                     |                                             |
| 2023 | 62                                          | Emil Persson                                | Schweden                                    | 2:20:56                                     | Ida Dahl                                    | Schweden                                    | 2:42:23                                     |                                             |
| 2022 | 62                                          | Max Novak                                   | Schweden                                    | 2:37:11                                     | Britta Johansson Norgren                    | Schweden                                    | 2:57:39                                     |                                             |
| 2021 | Rennen wegen der COVID-19-Pandemie abgesagt | Rennen wegen der COVID-19-Pandemie abgesagt | Rennen wegen der COVID-19-Pandemie abgesagt | Rennen wegen der COVID-19-Pandemie abgesagt | Rennen wegen der COVID-19-Pandemie abgesagt | Rennen wegen der COVID-19-Pandemie abgesagt | Rennen wegen der COVID-19-Pandemie abgesagt | Rennen wegen der COVID-19-Pandemie abgesagt |
| 2020 | 62                                          | Alexander Legkov                            | Russland                                    | 2:29:41                                     | Sara Pellegrini                             | Italien                                     | 2:50:05                                     |                                             |
| 2018 | 60                                          | Francesco Ferrari                           | Italien                                     | 2:36:10                                     | Franziska Müller -2-                        | Deutschland                                 | 3:15:17                                     |                                             |
| 2017 | 32                                          | Stanislav Řezáč                             | Tschechien                                  | 1:20:12                                     | Helli Heiskanen                             | Finnland                                    | 1:34:03                                     |                                             |
| 2016 | 32                                          | Mauro Brigadoi                              | Italien                                     | 1:15:12                                     | Franziska Müller                            | Deutschland                                 | 1:33:21                                     |                                             |

Quelle: 

## Siegertabelle (Prato Piazza Mountain Challenge)
| Jahr | km | Sieger           | Nationalität | Zeit (h) | Siegerin              | Nationalität | Zeit (h) |
| ---- | -- | ---------------- | ------------ | -------- | --------------------- | ------------ | -------- |
| 2025 | 30 | Paolo Fanton -2- | Italien      | 1:31:01  | Justyna Kowalczyk -2- | Polen        | 1:43:28  |
| 2024 | 30 | Paolo Fanton     | Italien      | 1:35:11  | Justyna Kowalczyk     | Polen        | 1:47:59  |
| 2023 | 32 | Emil Persson     | Schweden     | 1:38:31  | Astrid Øyre Slind     | Norwegen     | 1:55:52  |
| 2022 | 32 | Johannes Eklöf   | Norwegen     | 1:40:35  | Ida Dahl              | Schweden     | 1:53:47  |

Quelle: 